# 秦熺
秦熺（12世纪—1161年），南宋江宁府（今江苏省南京市）人，是秦桧的養子。秦熺本来是秦桧妻兄王喚與婢女生子，由秦桧收為己子。

## 生平
绍兴十二年（1142年），在秦桧的助力下，廷試第一。秦桧为避嫌，遂置陈诚之为状元。秦熺担任秘书郎。秦熺掌求遺書，將王銍生前的藏書掠走大半。秦桧当国，他升迁迅速，幾年內就官至辅弼。绍兴十八年（1148年），官至知枢密院事。领修国史，进建炎元年到绍兴十二年日历五百九十卷，前后颂扬秦桧功德达到二千餘字。绍兴二十五年（1155年），秦桧重病，他谋取相位没有成功，不久后宋高宗命他致仕。绍兴三十一年（1161年）卒，赠太傅。
原配郑居中孙女，后娶曹彬六世孙女。有子秦埙、秦堪、秦坦。